# Římskokatolická farnost Velká Černoc
Římskokatolická farnost Velká Černoc (lat. Magno-Tschernicium) je církevní správní jednotka sdružující římské katolíky na území vesnice Velká Černoc a v jejím okolí. Organizačně spadá do lounského vikariátu, který je jedním z 10 vikariátů litoměřické diecéze. Centrem farnosti je kostel svatého Václava ve Velké Černoci.

## Historie farnosti
Původní středověká farnost (plebánie) existovala již kolem roku 1300. Tato plebánie zanikla za husitských válek a území farnosti připadlo pod farnost Žabokliky. Matriky jsou v místě vedeny od roku 1724. Je zaznamenáno, že od roku 1780 v místě sídlil kaplan, od roku 1792 zde byla zřízena expositura a v roce 1805 byla farnost kanonicky znovu zřízena.

### Duchovní správcové vedoucí farnost
Začátek působnosti jmenovaného v duchovní správě farnosti od:
- 1374   Joannes Werner z Letařic
- 1380   Procopius z Nečemic
- 1390   Franciscus
- Nicolaus
- 1395   Slavibor z Chýše
- 1395   Jacobus z Kostela
- 1402   Joannes z Buškovic
- 1413   Joannes ze Želče
- 1780   cap. resid. Jos. Muhr
- 1792   exposit. Franc. Pollet, n. 17. 9. 1748 Maschav., o. 19. 3. 1774, † 21. 5. 1830
- 1800   exposit. vacat
- 1803   exposit. Josef Luschka[3] (Lischka[4]), n. 29. 4. 1753 Saaz, o. 21. 12. 1776, † 31. 10. 1829
- 1805   par. Aegidius Goeppert[3] (Agidius Göppert[4]), n. 31. 8. 1749 Puschvicens., o. 19. 3. 1774, † 15. 1. 1825[3]
  - (Johann Pursch, admin.[4])
- 1825   Josef Luschka[3] (Lischka[4]), n. 29. 4. 1753 Saaz, o. 21. 12. 1776, † 31. 10. 1829
- 1829   par. vacat
- 1830   Johann Bauer, n. 24. 12. 1796 Proellesens., o. 24. 8. 1820[3]
  - (1830–1831 Josef Schmidt a Norbert Spindler, administrátoři[4])
- 1831   Augustin Münnich, n. 19. 7. 1794 Leipa, o. 14. 8. 1819, † 19. 8. 1877[3]
  - (1836 Franz Hanauer, admin.[4])
- 1836   Friedrich Sala, n. 3. 1. 1794 Tustens., o. 6. 8. 1820, † 6. 12. 1869[3]
  - (1864–1868 Eduard Hauff, admin.[4])
  - (1868 Gustav Dietrich, admin.[4])
- 1869   Franz Weselý, n. 29. 10. 1819 Kommotau, o. 29. 7. 1845,[3] (farář a osobní děkan, v r. 1905 oslavil jubileum 60 let kněžství, 1. 4. 1906 odešel na odpočinek[4]), † 12. 1. 1908
- 1907   Karl Schöniger, n. 30. 4. 1873 Groschau, o. 11. 7. 1897, † 31. 10. 1939
- 1913   Adolph. Kühnel, n. 7. 2. 1874 Sebitsch, o. 10. 7. 1898, † 9. 7. 1918
- 1918   Bern. Holterhues, n. 27. 6. 1884 Bramsche (Germ.), o. 14. 7. 1911
- 1. 11. 1947   Bohumil Koula
- 1. 4.  1972    Václav Vávra CSsR
- 1. 1.  1975    Jiří Kabát CSsR
- 1. 12. 1977   Pavel Bohumil Petřina, O.Praem., admin. exc. z Blšan
- 1. 11. 1990   Václav Vávra CSsR
- 1. 7.  1993    Aleksander Siudzik CSsR, admin. exc. z Podbořan
- 15. 12. 1995 Josef Šimon, admin. exc. z Kryr
- 26. 4. 2011   Aleksander Siudzik CSsR, admin. exc. z Podbořan
- 1. 10. 2011   Josef Hurt, admin. exc. z Kryr
- 1. 7.  2015   Vilém Marek Štěpán, O.Praem., admin. exc. z Liběšic u Žatce[3]

Kromě kněží stojících v čele farnosti, působili ve farnosti v průběhu její historie i jiní kněží. Většinou pracovali jako farní vikáři, kaplani, katecheté, výpomocní duchovní aj.

## Území farnosti
Do farnosti náleží území obce:
- Malá Černoc (Kleintschernitz)[p 2]
- Velká Černoc (Grosstschernitz[2])[p 2]

## Římskokatolické sakrální stavby na území farnosti
| | Fotografie | Stavba                         | Místo        | Bohoslužby                      | Zeměpisné souřadnice             | Status       | Číslo kulturní památky           |
| Kostel | Kostel     | Kostel                         | Kostel       | Kostel                          | Kostel                           | Kostel       | Kostel                           |
| --- | ---------- | ------------------------------ | ------------ | ------------------------------- | -------------------------------- | ------------ | -------------------------------- |
| 1. |            | Kostel sv. Václava             | Velká Černoc | bližší informace o bohoslužbách | 50°12′8″ s. š., 13°35′12″ v. d.  | farní kostel | 43537/5-1467 (Pk•MIS•Sez•Obr•WD) |
| Kaple |            |                                |              |                                 |                                  |              |                                  |
| 2. |            | Kaple sv. Antonína Paduánského | Malá Černoc  | bližší informace o bohoslužbách | 50°12′11″ s. š., 13°32′58″ v. d. | kaple        | —                                |
| Některé drobné sakrální stavby a pamětihodnosti lze dohledat zde v databázi Drobné sakrální památky Zaniklé sakrální stavby lze dohledat zde v databázi Poškozené a zničené kostely, kaple a synagogy v České republice |            |                                |              |                                 |                                  |              |                                  |

Ve farnosti se mohou nacházet i další drobné sakrální stavby, místa římskokatolického kultu a pamětihodnosti, které neobsahuje tato tabulka.

## Příslušnost k farnímu obvodu
Z důvodu efektivity duchovní správy byl vytvořen farní obvod (kolatura) farnosti Liběšice u Žatce, jehož součástí je i farnost Velká Černoc, která je tak spravována excurrendo.